# Кузнецов Микола Антонович
Микола Антонович Кузнецов (1910, тепер Донецька область — 16 вересня 1978, місто Київ) — український радянський партійний і комсомольський діяч, 2-й секретар ЦК ЛКСМУ, завідувач відділу адміністративних органів ЦК КПУ. 

## Біографія
Народився в серпні 1910 року в родині робітника-шахтаря в Донбасі. Трудову діяльність розпочав у 1925 році токарем на шахті.
Член ВКП(б) з 1929 року.
У 1938 році закінчив Український комуністичний інститут журналістики в місті Харкові
У грудні 1938 — 20 травня 1939 року — завідувач відділу керівних комсомольських органів ЦК ЛКСМУ.
20 травня 1939 — квітень 1943 року — секретар ЦК ЛКСМУ із кадрів.
У квітні 1943 — вересні 1946 року — 2-й секретар ЦК ЛКСМУ.
Під час німецько-радянської війни брав активну участь у формуванні молодіжно-комсомольських партизанських загонів і комсомольського підпілля в Україні. Виконував відповідальні доручення із активізації партизанського руху в тилу німецьких військ.
З серпня 1946 по 1947 рік — заступник завідувача організаційно-інструкторського відділу ЦК КП(б)У; з 1947 по травень 1948 року — інспектор ЦК КП(б)У; з травня по листопад 1948 року — заступник завідувача відділу партійної інформації Управління із перевірки партійних органів ЦК КП(б)У; з листопада 1948 року — заступник завідувача відділу організаційно-партійної роботи ЦК КП(б)У, з 1949 по грудень 1950 року — завідувач сектору комсомольських органів відділу партійних, профспілкових та комсомольських органів. З грудня 1950 року — інспектор ЦК КП(б)У. Одночасно (до листопада 1954 року) — секретар партійного комітету парторганізації при Секретаріаті ЦК КП(б)У. 
У листопаді 1954—1959 роках — завідувач адміністративного відділу ЦК КПУ. У 1959 — лютому 1963 року — завідувач відділу адміністративних органів ЦК КПУ.
У лютому 1963 — грудні 1964 року — заступник голови Комітету партійно-державного контролю ЦК КПУ і Ради Міністрів Української РСР.
У грудні 1964—1971 роках — заступник міністра охорони громадського порядку (внутрішніх справ) Української РСР.
З 1971 року — на пенсії в місті Києві. Був членом Комісії в справах колишніх партизанів Великої Вітчизняної війни 1941—1945 років при Президії Верховної Ради Української РСР.

## Звання
- генерал-майор внутрішньої служби

## Нагороди
- орден Червоного Прапора (1.04.1943)
- орден Трудового Червоного Прапора
- орден Вітчизняної війни 1-го ст. (2.05.1945)
- два ордени «Знак Пошани» (23.01.1948, 26.02.1958)
- Почесна грамота Президії Верховної Ради Української РСР (14.08.1970)
- медалі